# Krupper
Die Krupper, auch Auflieger genannt, (franzö. Croupiere Bacul) sind eine Schutzwaffe aus Europa. Sie schützt die Kruppe eines Pferdes.

## Beschreibung
Die Krupper bestehen aus verschiedenen Materialien, darunter Leder und Stahl. Sie dienen dazu, die Kruppe eines Pferdes vor Schlägen und Stichen zu schützen. Die Form, Gestaltung und Materialauswahl ist vom jeweiligen Ursprungsort und dem Zeitalter der Herstellung abhängig. Die ersten Krupper waren aus Leder, ähnlich der Art, wie sie bei mehreren Ethnien der Nordamerikanischen Indianer verwendet werden. Diese hatten kaum eine reale Schutzfunktion, sondern sollten das Pferd mit Hilfe magischer Kräfte schützen. In anderen Ländern wurden Krupper aus dickem Rindsleder verwendet, das auch oft durch Kochen gehärtet war. In späterer Zeit wurden sie aus Stahl hergestellt, auch diese können in ihrer Gestaltung ebenfalls stark variieren. Es gibt Krupper, die nur oben auf der Kruppe aufliegen, oder aber auch die Kruppe und beide Seiten bis hinunter zu den Beinen schützen. Sie waren entweder einfach gestaltet oder auch zu Prunkausführungen mit bildlichen Darstellungen ausgearbeitet. Die kostbareren Versionen wurden oft mit Gravuren oder Auflagen aus Edelmetallen (Versilbern, Vergolden) veredelt. Sie dienten außerdem der besseren Befestigung des Sattels, da die Krupper mit Lederriemen um den Schwanz des Pferdes verlaufen.